# Sven Gustafsson (konservator)
Sven Gustafsson, född 28 september 1888 i Mölndal, död 16 juli 1946 i Göteborg, var en svensk konservator.
Gustafsson restaurerade över trettitalet kyrkor, bland annat Öckerö gamla kyrka, kyrkorna i Stora Lundby, Spekeröd, Vallda, Styrsö, Kungälv, Abild, Kvibille, Hyssna gamla kyrka och Partille. Han utförde även modeller av gamla Göteborgskvarter för bruk på museer. Mot slutet av sitt liv gjorde han utsmyckningar på Henriksberg och arbeten på Charlottenlund.
Sven Gustafsson är gravsatt på Kikås kyrkogård i Mölndal.